# Эдсбюн (клуб по хоккею с мячом)

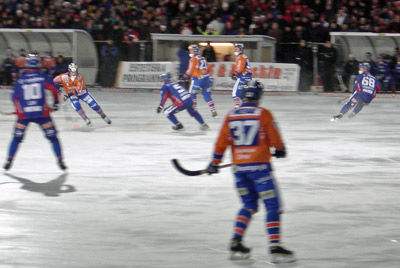
«Эдсбюн» в поединке с «Болльнесом». Чемпионат Швеции 2004/05 годов.

«Эдсбюн» (швед. Edsbyns IF Bandy) — клуб по хоккею с мячом из Эдсбюна. Основан в 1925 году. Играет в Элитсерии, в которой является одной из сильнейших и наиболее титулованных команд.

## История
Спортивный клуб Эдсбюна был основан 6 июня 1909 года. Секция бенди была создана позже, в 1925, и в 2000 формально стала собственником всего клуба.
«Эдсбюн» выступает в высшем дивизионе чемпионата Швеции с 1945 года, кроме периода 1969—1971 годов.
Клуб становился чемпионом Швеции в 1952, 1953, 1962, 1978, 2004, 2005, 2006, 2007, 2008 и 2017.
«Эдсбюн» построил первую крытую арену для хоккея с мячом в Швеции и стал чемпионом в первый же сезон выступления на этой арене.

## Достижения
- Чемпион Швеции: 13

- 1952, 1953, 1962, 1977-78, 2003-04, 2004-05, 2005-06, 2006-07, 2007-08, 2016-17, 2017-18, 2019-20, 2021-22

- Вице-чемпион Швеции: 8

- 1949, 1955, 1958, 1961, 1962, 1981-82, 1983-84, 2008-09

- Обладатель Кубка Швеции: 3

- 2005, 2008, 2019

- Финалист Кубка Швеции: 3

- 2006, 2014, 2015

- Обладатель Кубка мира: 3

- 1979, 1991, 2008

- Финалист Кубка мира: 3

- 1980, 2005, 2007

- Обладатель Кубка европейских чемпионов: 2

- 2005, 2007

- Финалист Кубка европейских чемпионов: 4

- 1978, 2004, 2006, 2008

- Обладатель Кубка чемпионов Эдсбюна: 1

- 2007

- Финалист Кубка чемпионов Эдсбюна: 4

- 2004, 2008, 2012, 2013

## Известные игроки
- Николай Ярович